# Moab

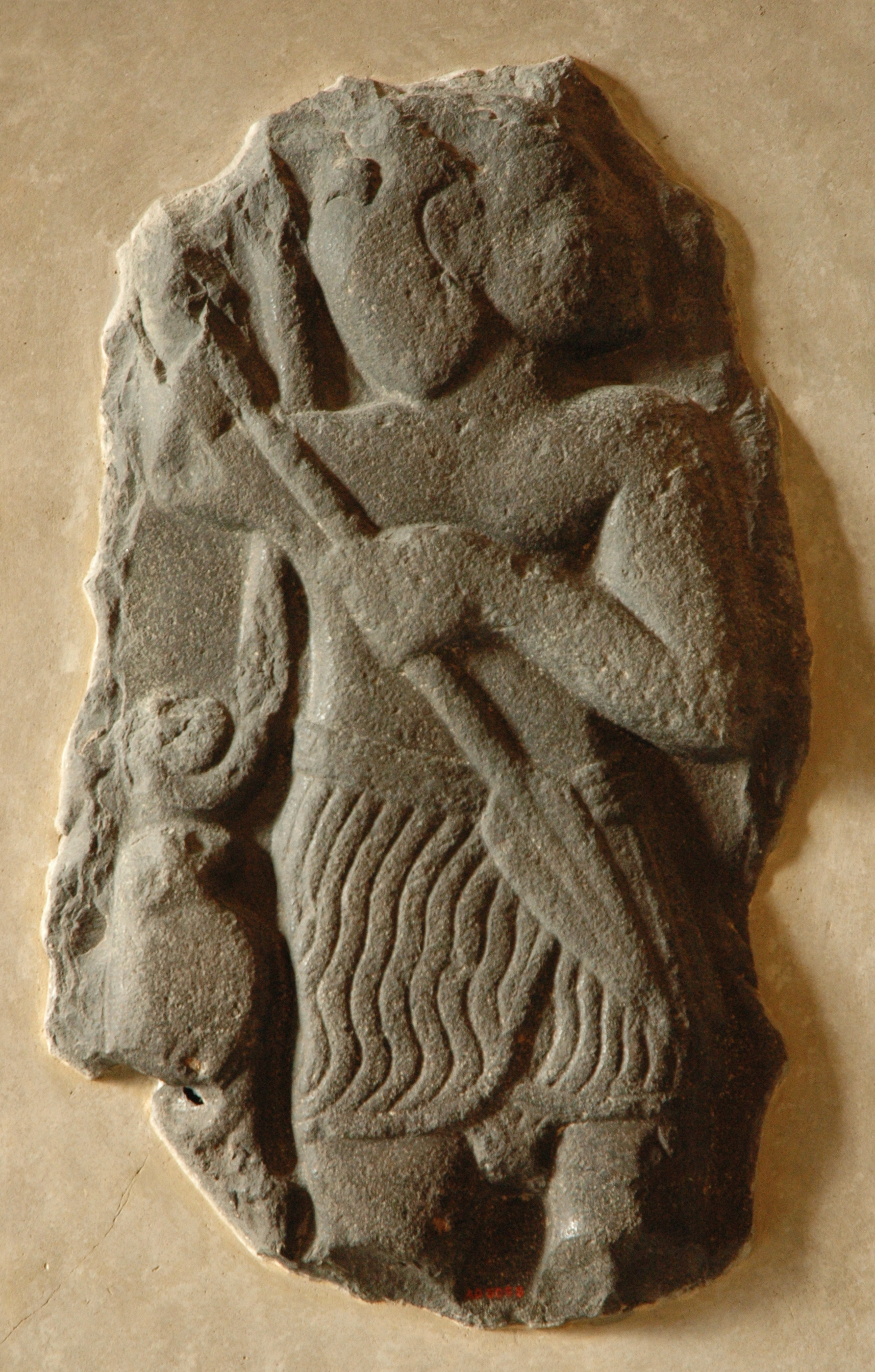
Stele moabita con guerriero, conservata al Louvre, collocabile fra la tarda età del bronzo (XI sec.a.C.) e l'età del ferro (VIII sec.a.C.)

Moab (AFI: /moˈab/, in passato adattato in italiano come Moabe o Moabbe) è una regione montuosa situata parallelamente alla linea costiera orientale del Mar Morto, attualmente in Giordania. In esso era stanziato intorno al I millennio a.C. il popolo chiamato appunto dei Moabiti, più volte citato nei testi della Bibbia, essendo la sua storia intrecciata con quella del popolo ebraico.
Secondo la Bibbia i Moabiti discendevano da Moab, che, come il fratello Benammi, capostipite degli Ammoniti (Genesi 19,30-38), Lot concepì con le proprie figlie.
Storicamente è noto che un certo Kemoshyat stabilì un regno autonomo intorno al 900 a.C., ponendo come capitale la città di Qir-Moab.